# Députés de la circonscription de Strasbourg-Ville au Reichstag 1874-1918
 (mars 2017).
Après l'annexion de l'Alsace-Lorraine à la suite du traité de Francfort, le territoire annexé, appelé le Reichsland, est peu à peu intégré dans le IIe Reich. 
Après trois ans de dictature, la constitution du IIe Reich entre en vigueur en Alsace Lorraine le 1er janvier 1874. Les premières élections pour le Reichstag ont lieu le dimanche 1er février 1874. L'Alsace Lorraine est divisée en 15 circonscriptions électorales (6 dans le Bas-Rhin, 5 dans le Haut-Rhin et 4 en Moselle). La ville de Strasbourg correspond à une seule circonscription. Les limites des circonscriptions ne seront pas modifiées durant toute la période de l'annexion. 
Le vote confessionnel étant important, l'administration allemande réalise un découpage qui permettra aux protestants qui ne représentent que 20 % de la population d'avoir des élus. Ainsi les circonscriptions de Strasbourg-Ville, Mulhouse et Saverne sont des circonscriptions où les protestants sont majoritaires. Le droit de vote est réservé aux hommes de plus de 25 ans, il est secret. Le mode de scrutin est uninominal, majoritaire et à deux tours si le candidat n'obtient pas la majorité absolue au premier tour. Les électeurs de Strasbourg vont participer entre 1874 et 1912 a 12 élections au Reichstag. 
Le mandat des députés au Reichstag sera modifié passant de trois ans à cinq ans. La 3e législature ne dure qu'un an à la suite de la dissolution du Reichstag ainsi que la 11e qui n'ira pas non plus à son terme à la suite d'une nouvelle dissolution.

## Liste des députés
- 1874-1877 : Ernest Lauth, protestataire
- 1877-1878 : Gustave Bergmann (de), autonomiste
- 1878-1881 : Jacques Kablé, protestataire
- 1881-1884 : Jacques Kablé, protestataire
- 1884-1887 : Jacques Kablé, protestataire
- 1887-1890 : Émile Georges Charles Petri, apparenté au parti national-libéral au Reichstag
- 1890-1893 : Emile Pétri
- 1893-1898 : August Bebel, SPD
- 1898-1903 : Gustave Riff (de), Union radicale
- 1903-1907 : Gustave Riff
- 1907-1912 : Bernhard Böhle, SPD
- 1912-1918 : Bernhard Böhle, SPD

## Éléments biographiques des députés
- Ernest Lauth, (Strasbourg 1827 - Strasbourg 1902). formé au gymnase protestant, il entre dans l'affaire de son père négociant. Il est choisi comme maire de Strasbourg par les conseillers municipaux issus des élections de 1871 mais révoqué par les Allemands après avoir affirmé qu'il n'était resté en Alsace que parce qu'il espérait le retour des Français. En 1874, Lauth est élu au Reichstag comme candidat protestataire contre l'annexion.
- Gustave Bergmann, protestant, (Strasbourg 1816 - ...), cofondateur d'une banque, Il fait partie avec Auguste Schneegans des premiers députés autonomistes élus au Reichstag.
- Jacques Kablé, (Brumath 1830 - Strasbourg 1887), formé au Gymnase protestant. Élu en 1871 à l'Assemblée Nationale à Bordeaux, il fait partie des députés alsaciens protestataires. En 1878, il se présente contre l'autonomiste Bergmann sous le mot d'ordre « protestation et action ». Il est réélu jusqu'en 1887 mais décède peu après sa réélection.
- Emile Pétri (Bouxwiller 1852 - Kehl 1918), formé au gymnase de Bouxwiller et étudiant à Strasbourg et Heidelberg. En 1885, il est nommé président du directoire de l'Église de la confession d'Augsbourg. Battu par Kablé en 1887, il se représente après le décès de ce dernier et il est élu. En 1893, il perd son mandat face par Auguste Bebel après l'avoir vaincu au scrutin de 1890. Il sera nommé sous secrétaire d'État de la justice et des cultes auprès du Statthalter Hohenlohe Langenburg.
- Auguste Bebel, figure de proue du SPD allemand.
- Gustave Adolphe Riff (Bischheim 1850 - Strasbourg 1929), en 1907, il ne se représente plus. Après son mandat il deviendra président du consistoire de l'Église de la confession d'Augsbourg.
- Bernhard Böhle (Unteröwisheim 1866 - Sasbachwalden 1939) d'abord cordonnier puis commerçant.

## Les campagnes électorales

### 1874
Aux premières élections en Alsace Lorraine pour le Reichstag, les candidats protestataires et les candidats issus du clergé catholique remportent tous les 15 sièges du Reichsland. Monseigneur André Raess, évêque de Strasbourg ne peut pas, pour des raisons confessionnelles, se présenter à Strasbourg contrairement à son collègue Monseigneur Dupont des Loges qui est élu à Metz. Monseigneur Raess est candidat et élu dans la circonscription.

### 1877
L'immense majorité des élus de 1874 s'est contentée d'aller à Berlin à l'ouverture de la session parlementaire pour une protestation solennelle et puis elle a pratiqué la politique de la chaise vide en n'allant plus siéger au Reichstag. Cette attitude de « protestation et abstention » dessert l'Alsace et n'est pas défendable devant les électeurs. Les autonomistes sous la houlette de Auguste Schneegans proposent un programme de revendications claires : statut d'État confédéré, autonomie interne, parlement local, représentation au Bundesrat. Bergmann fait partie des 5 élus autonomistes sortis des urnes en 1877.

### 1878
La confiscation des tracts de Kablé avant le scrutin par les autorités allemandes pour des raisons formelles (absence de signature du candidat) et les problèmes non résolus à la municipalité de Strasbourg vont favoriser le candidat de la protestation. Jacques Kablé a mené sa campagne avec le mot d'ordre « protestation et action » pour se démarquer des protestataires de 1874.
Le contexte international des années 1880 se caractérise par le réveil d'une France revancharde. Le réarmement allemand avec la loi sur le septennat et le blocage institutionnel en Alsace-Lorraine favorisent les candidats protestataires en Alsace et à Strasbourg. Kablé, protestataire historique, profite électoralement de la situation.

### 1881
L'évêque coadjuteur de Strasbourg Pierre-Paul Stumpf se porte candidat contre Kablé. Cette candidature ne fait pas l'unanimité parmi les catholiques. Elle rompt l'alliance de 1874 entre les catholiques et les protestataires. Monseigneur Freppel s'émeut auprès de l'Abbé Winterer élu depuis 1874 dans la circonscription de Altkirch et il condamne la candidature de l'évêque: « Faut-il donc faire le jeu des Prussiens par cette diversion que je qualifierai de déloyale? On ne manquera pas de dire que le coadjuteur s'est vendu aux Prussiens et qu'il paie en ce moment le prix de sa nomination. »

### 1884
Aucun candidat local n'accepte de se présenter contre Kablé. Un candidat allemand (Alt Deutscher) Leiber relève le défi de la candidature, Kablé est élu au premier tour avec 50,6 % des suffrages.

### 1887
Kablé malade fait campagne de son lit d'hôpital à Nice. Réélu face à Petri, il décède quelques jours après. La campagne de 1887 tourne autour de la loi sur le septennat, Cette loi prévoit le renforcement du potentiel militaire allemand sur 7 ans. Le Reichstag a refusé de proroger cette loi et donc il a été dissout. La campagne tourne autour du « pour ou contre le septennat ». Ces élections sont pour les autorités allemandes un test de la loyauté alsacienne et donc l'élection devient un référendum inofficiel pour ou contre l'Allemagne. Tous les candidats qui sont contre le septennat sont élus. Zorn von Bülach, seul parlementaire sortant à s'exprimer pour le septennat est battu dans sa circonscription de Molsheim.

### 1890
Pétri doit faire face à un social démocrate soutenu par les protestataires : Auguste Bebel. Les travailleurs votent pour Pétri au lieu de se porter sur le candidat du SPD. Cette élection marque la fin du mouvement protestataire.

### 1893
Pétri est confronté à Bebel du SPD et l'abbé Muller Simonis. Au premier tour, Pétri est en tête mais Muller Simonis qui doit se retirer continue à faire campagne contre Pétri. Bebel un Allemand du SPD est élu à Strasbourg. La défaite de Pétri est interprétée comme une défaite du gouvernement. Pétri sera nommé plus tard sous-secrétaire d'État du Reichsland.
Au tournant du siècle, la question nationale perd de son importance dans le débat politique alsacien. La jeune génération n'a pas connu la France. Les catholiques se détournent d'une France de plus en plus anticléricale. Un nouveau clivage apparaît et se substitue au clivage protestataire/autonomiste : le clivage social.

### 1898
Le paysage politique de l'Alsace se cristallise autour de 3 grands partis : la Landespartei des Catholiques, le SPD et les libéraux sauf à Saverne qui est un bastion conservateur avec le Docteur Hoeffel. Dans ce contexte, Riff un libéral s'impose face au SPD à Strasbourg.

### 1907
Le candidat libéral perd face à Böhle du SPD, Bien que l'évêque  Monseigneur Fritzen souhaitait qu'aucun catholique ne vote pour le SPD, le candidat catholique Burguburu déclare : « Les électeurs strasbourgeois du Zentrum ne voteront pas demain pour le candidat libéral mais pour l'autre candidat. »

## Les partis politiques dans le Reichsland

### Les protestataires
Ils rejettent le traité de Francfort qui prévoit l'annexion de l'Alsace Lorraine. Ils vont passer de 24,4 % en 1874 aux premières élections législatives à 20 % à la fin de la décennie lors des élections de 1878. Lors des tensions internationales des années 1880, le score des protestataires va culminer à 47,9 % en 1887.

### Les autonomistes
Ils acceptent la situation issue du traité de Francfort mais souhaitent que Reichsland et ses citoyens obtiennent les mêmes droits que les autres États et citoyens de le confédération. Leurs scores aux élections tournent aux alentours de 15 % dans la décennie 1870 avec un maximum de 16,5 % en 1877 et 5 élus. Leurs arguments étant plus ou moins repris par les autres partis non protestataires, ils disparaîtront du paysage politique à partir des années 1880.

### Le SPD
C'est un parti allemand qui défend les classes laborieuses. En 1912, c'est le parti le plus puissant dans le Reichsland en pourcentage de voix avec 26,5 % mais seulement cinq élus.

### Les Catholiques protestataires
Les Catholiques protestataires de 1874 ont 9 élus dont 7 membres du clergé. Ils vont peu à peu se constituer en parti politique d'abord la Landespartei puis le Zentrum Elsass Lothringen. Néanmoins, tous les catholiques du Reichsland n'accepteront pas le ralliement au Zentrum. En 1912, le Zentrum représente 23,8 % des voix et 7 élus.

### Les libéraux alsaciens
Les libéraux alsaciens sont comme leurs homologues allemands dispersés entre plusieurs tendances (gauche et droite) et plusieurs partis (Nationalliberale et Freisinnige). En 1912, la tendance libérale compte 16,3 % des électeurs et un seul élu : Roeser dans la circonscription de Saverne.

### Les Lorrains
Les Lorrains se regroupent autour du Bloc Lorrain qui a de 2 à 4 élus au début du XXe siècle.